# Microtendipes obscurus
Microtendipes obscurus är en tvåvingeart som först beskrevs av Johann Wilhelm Meigen 1804.  Microtendipes obscurus ingår i släktet Microtendipes och familjen fjädermyggor. Inga underarter finns listade i Catalogue of Life.